# Eccidio di Pinerolo
L'eccidio di Pinerolo fu l'uccisione di 3 partigiani italiani per mano di un plotone composto da militari tedeschi e fascisti presso la stazione ferroviaria di Pinerolo, in provincia di Torino. L'eccidio è avvenuto il 6 marzo 1945.

## L'accaduto

### L'eccidio presso la stazione di Pinerolo
il 3 marzo 1945, tre giorni prima dell'eccidio, nei pressi di San Germano Chisone muoiono diversi ufficiali tedeschi a causa di un attentato partigiano. Così i nazisti per vendicare l'attentato iniziano ad uccidere diversi civili tra Pinerolo e San Germano Chisone e cominciano a saccheggiare diverse botteghe in diversi borghi della provincia di Torino.
Il 6 marzo Riccardo Gatto,  Renato Peyrot e  Guido Ricca, partigiani della 5ª Divisione alpina Sergio Toja, vengono fucilati da diversi ufficiali nazisti e fascisti presso la stazione ferroviaria dell'omonimo comune.

### L'eccidio di Ponte Chisone
L'opera delle squadre naziste non si ferma solo all'uccisione dei partigiani presso la stazione ferroviaria. I nazisti il 10 marzo 1945 rendono prigionieri diversi partigiani, tra i quali,  Gino Genre,  Raffaele Giallorenzo,  Mario Lossani,  Luigi Ernesto Monnet,  Luigi Palombini e  Francesco Salvioli. Quest'ultimi vengono condotti a Ponte Chisone e fucilati direttamente sul posto.